# Вилијам Андерс
Вилијам Алисон "Бил" Андерс (енгл. William Alison "Bill" Anders; Хонгконг, 17. октобар 1933 — Округ Сан Хуан, 7. јун 2024) био је амерички пилот, електро и нуклеарни инжењер, астронаут, амбасадор. Изабран је за астронаута 1963. године.
Рођен у Хонгконгу од оца поморског официра Артура Ф. Андерса (1903—2000) и мајке Мјуриел (рођене Адамс; 1911—1990), одрастао је у Америци. По завршетку Академије ступа у Америчко ратно ваздухопловство. Након завршене летачке обуке, летео је у као борбени пилот у ескадрилама у Калифорнији и на Исланду, где је пресретао совјетске бомбардере који су у доба Хладног рата угрожавали америчке ваздушне одбрамбене границе. Желео је да се обучава за пробног пилота, али му то није пошло за руком. Ипак, примљен је у НАСА на свој 30. рођендан, у оквиру селекције за коју услов звања пробног пилота није био потребан. Годину дана уочи селекције завршио је мастер студије из нуклеарне технике, области у коју је био доста укључен, нарочито након напуштања НАСА.
У свемир је летео једном, као пилот лунарног модула на мисији Аполо 8. Он, командант Френк Борман и пилот командног модула Џим Лавел постали су први људи који су путовали на Месец, и тројица од 24 човека који су извели овакав подухват. Андерсу се приписује историјска фотографија Излазак Земље, коју је усликао на Бадње вече 1968. Андерс је био члан резервних посада за летове Џеминија 11 и Апола 11. Бил Андерс је своје повлачење из НАСА објавио уочи мисије Аполо 11, и то му је било последње задужење у астронаутском корпусу. Међутим, понуђено му је место пилота командног модула на мисији Аполо 13, што би га сврстало у ред оних који би на Аполу 19 слетели на Месец, али је Андерс правилно проценио да програм неће толико трајати и каријеру усмерио у другом правцу.
Током каријере је забележио преко 8.000 часова лета. Провео је 6 дана у свемиру.
По завршетку средње школе 1951. године, уписао је студије електротехнике на Морнаричкој академији САД у Анаполису. Дипломирао је 1955. године. Магистрирао је из области нуклеарне технике, на Технолошком институту Америчког ратног ваздухопловства 1962. Завршио је курс менаџмента на Пословној школи Харварда, 1979. године.
Из Ваздухопловства се пензионисао у чину генерал-мајора у резерви 1988. године. НАСА-у је напустио 1969. и радио за Владу САД, годину дана је био амерички амбасадор у Норвешкој, а последњу деценију радног века, до 1994. године, проводи у приватном сектору на одговорним позицијама. Члан је неколико кућа славних и носилац бројних друштвених признања, цивилних и војних одликовања.
У младости је био члан Младих извиђача САД и имао је други по реду чин, Life Scout. Ожењен је и има шесторо деце.

## Галерија
- Вилијам Андерс у симулацији бестежинског стања у авиону KC-135, 1966. године
- Вилијам Андерс у скафандеру Апола 8, 1968. године
- Посада Апола 8, слева надесно: Борман, Андерс, Лавел, 1968. године
- Вилијам Андерс у загрљају са једним од техничара пред лет Апола 8, 1968. године
- Историјска фотографија Вилијама Андерса, 1968. године

- Скафандер Вилијама Андерса са историјског лета Аполо 8
- Вилијам Андерс (десно) се рукује са Баз Олдрином уочи лета Аполо 11, 1969. године
- Вилијам Андерс као амбасадор САД у Норвешкој, 1976. године
- Борман, Лавел и Андерс (слева надесно) на 40-годишњицу Апола 8, 2008. године
- Вилијам Андерс на Исланду, 2013. године